# Quarterback
Quart-arrière
Pour les articles homonymes, voir Quarterback (bande dessinée), The Quarterback et QB.

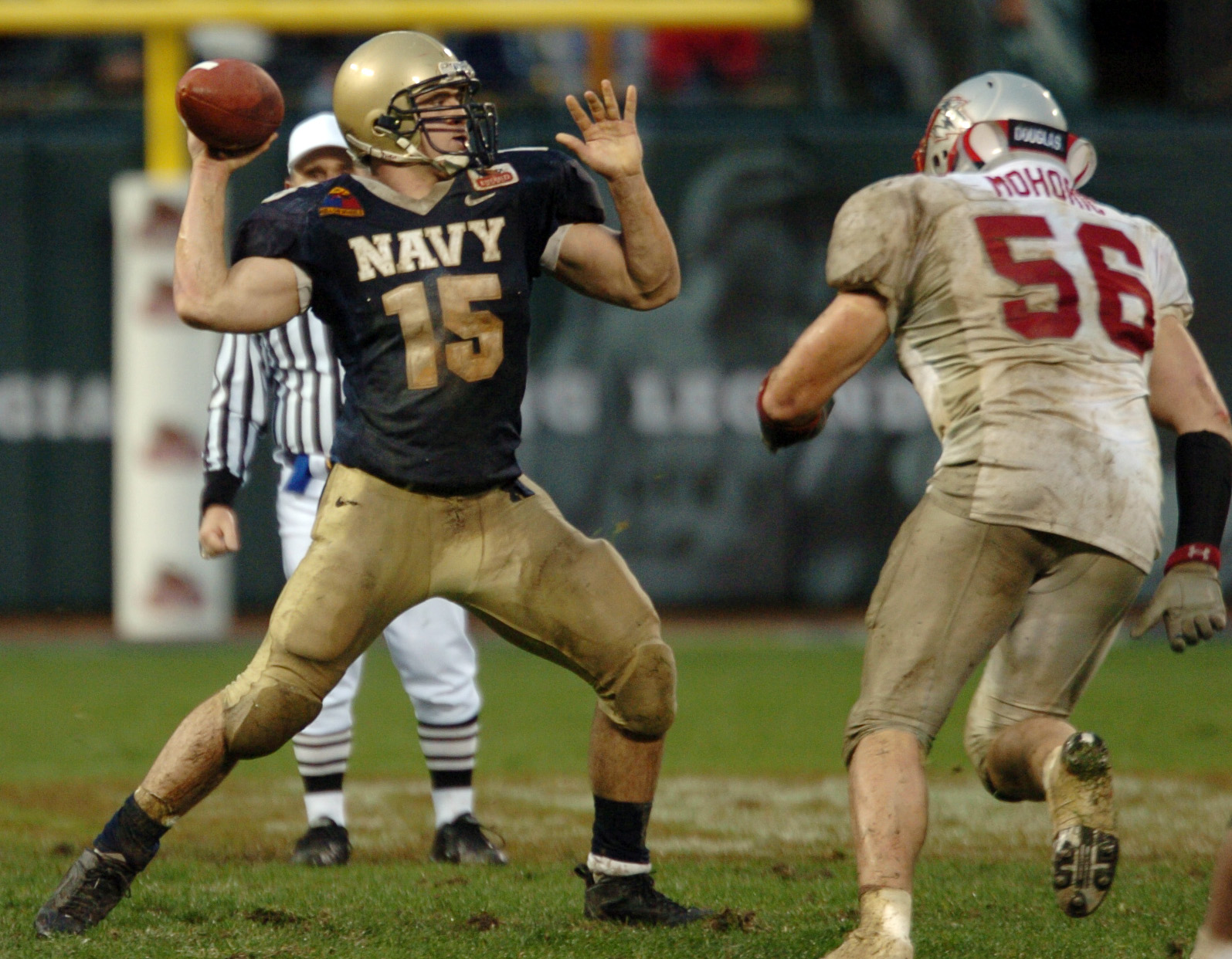
Quarterback entamant un mouvement de passe en avant

Le quarterback (QB), appelé quart-arrière en français canadien, est un poste offensif au football américain et au football canadien. Le quarterback est placé derrière sa ligne offensive et dirige l'attaque.
En connexion avec le centre, le quarterback récupère le snap et distribue le jeu. Son rôle principal est de lancer le ballon et de faire progresser l'attaque avec des passes. Il est également responsable de transmettre le ballon aux running backs lors des jeux de course. Le quarterback peut rester dans sa poche ou d'être plus mobile. Il est également responsable des modifications tactiques sur le terrain et mène son équipe entre les jeux offensifs dans le huddle. Le rôle décisif joué par le quarterback en fait l'un des postes les plus médiatisés du sport américain.

## Histoire

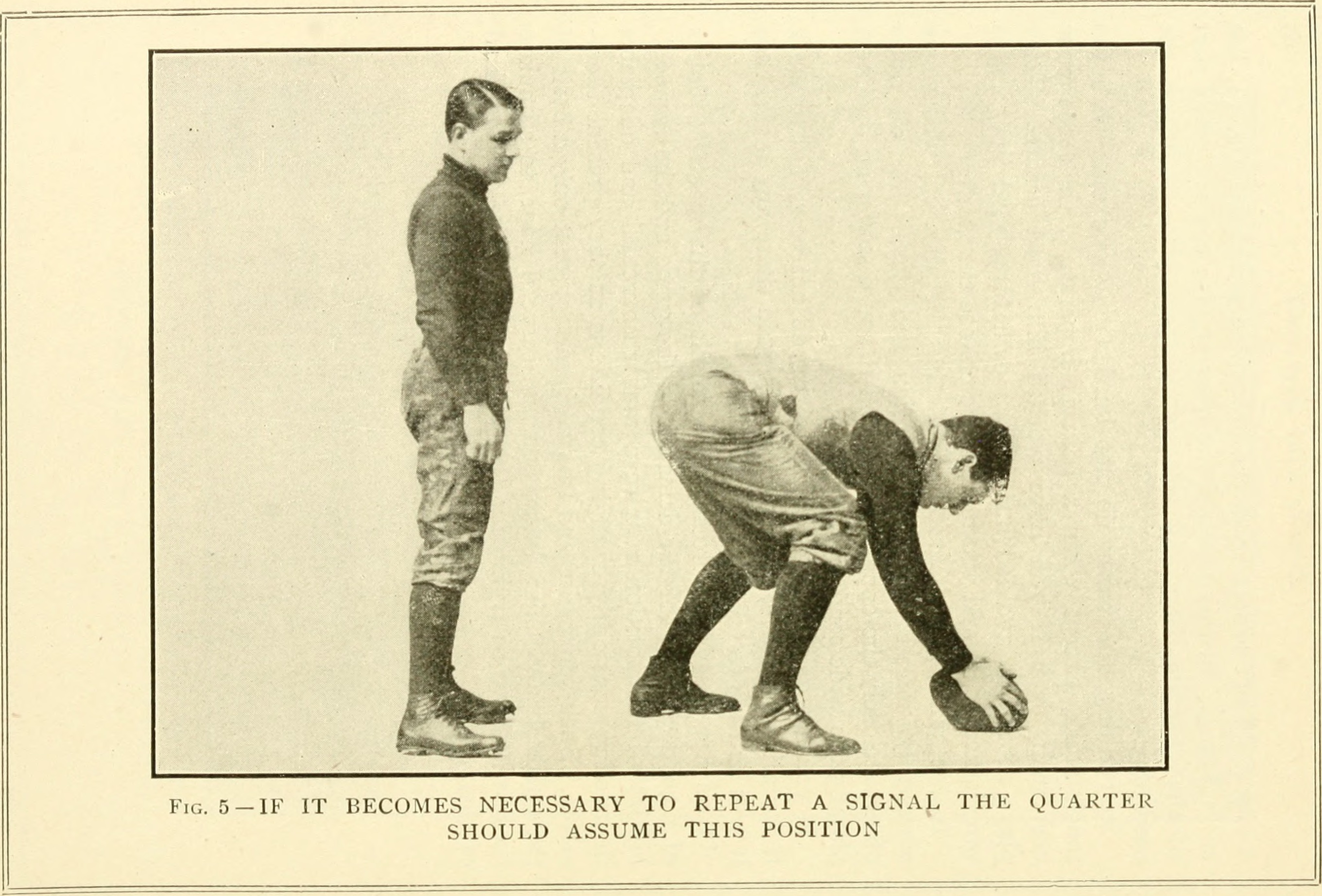
Illustration des règles du jeu expliquées par Spalding en 1902.

La position de quarterback apparaît en 1880 lorsque les règles du football américain, variante du rugby à XV, jeu importé du Royaume-Uni, sont modifiées sous l'impulsion de Walter Camp. Les écoles de l'Ivy League adoptent une ligne d'engagement (ou « ligne de mêlée », anglais : « line of scrimmage ») et la remise en jeu du ballon (« snap ») du centre au quarterback. Le changement doit permettre aux équipes de réfléchir leur action et de conserver la possession du ballon plus facilement que dans le chaos d'une mêlée de rugby. Selon Camp, le quarter-back est la personne qui reçoit le ballon après qu'elle est propulsée en arrière du pied.

« Une ligne d'engagement a lieu quand le détenteur de la balle la place au sol avant de la mettre en jeu soit en la frappant du pied soit en l'envoyant à l'arrière avec son pied. L'homme qui reçoit la balle en premier cette remise en jeu en arrière doit être appelé quarter-back et ne doit pas courir vers l'avant avec le ballon sous peine d'une pénalité. »

— Walter Camp, règle adoptée à Springfield en 1880 lors de la convention de la Massachusetts Intercollegiate Football Association,
Dans ces conditions, le quarterback est utilisé le plus souvent en tant que bloqueur. Il aide les fullbacks (centre arrière) et les halfbacks (demi offensif) au début de leurs courses. Le quarter-back est appelé ainsi parce qu'il est au milieu du halfback et de la ligne d'engagement, lui-même au milieu d'un fullback et de la ligne d'engagement. 
Dans un premier temps, la remise en arrière est délicate car elle implique un coup de pied. En 1889, le centre de Yale Bert Hanson fait rebondir le ballon au sol et l'envoie en arrière entre ses jambes. L'année suivante, la règle change et autorise la remise en jeu entre les jambes. Dans les années 1890, Amos Alonzo Stagg invente une remise en jeu en l'air directe à un quarterback se tenant debout.

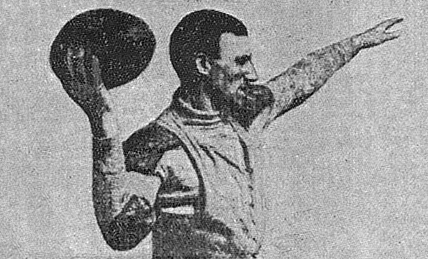
Brad Robinson est le premier joueur de football américain à lancer le ballon vers l'avant à la main.

En avril 1906, la passe vers l'avant est autorisée sous certaines conditions afin d'ouvrir le jeu,,. Le quarterback n'a pas encore la responsabilité de la passe. Les débuts sont jugés par The New York Times comme « chaotiques ». L'obligation de reculer de 5 yards avant de pouvoir tenter une passe limite son utilisation. Le halfback Brad Robinson est le premier à réaliser une passe vers l'avant. Au début du XXe siècle, l'attaque est toujours lourdement orientée sur le jeu de courses. 
À la création de la National Football League en 1920, les quarterbacks n'utilisent la passe qu'en position défavorable pour se débarrasser de la balle. Le jeu recommençant à l'endroit précis où se termine l'action précédente, l'attaque commence parfois du bord du terrain, rendant l'attaque prévisible et inefficace. Malgré cette contrainte, Curly Lambeau développe saison après saison le jeu de passe avec les Packers de Green Bay dans les années 1920 et 1930. Seuls les quarterbacks Red Dunn des Packers et Benny Friedman des Giants de New York et des Dodgers de Brooklyn utilisent la passe régulièrement. Les autres ne l'utilisant qu'à la marge. 
De 1933 à 1945, la règle obligeant les quarterbacks à reculer de 5 yards pour tenter une passe est supprimée. Les formations offensives deviennent plus flexible et les jeux de passe plus populaires. Sammy Baugh des Redskins de Washington devient le premier quarterback vedette. L'entraîneur de l'université de Chicago Clark Shaughnessy invente un schéma offensif en 1939 innovant avec une formation T où le quarterback se place derrière juste derrière le centre, la ligne offensive s'écarte et les joueurs se déplacent avant le lancement du jeu pour créer de la confusion. Ces changements sont repris par l'ami de Shaughnessy et entraîneur des Bears de Chicago George Halas qui popularise cette attaque dans les rangs professionnels. Dès l'année suivante, les Bears remportent la finale du championnat de la saison 1940 de la NFL sur le score de 73 à 0. Au cours des années 1940, les yards gagnés à la passe dépassent les yards gagnés à la course pour la première fois de l'histoire du football américain. À la fin de la décennie, les Browns de Cleveland dominent l'All-America Football Conference (AAFC), ligue professionnelle créée pour concurrencer la NFL, avec le quarterback Otto Graham et un jeu de passes axé sur le tempo et la précision de celles-ci.

## Rôles

Position du quarterback (en bleu) dans un schéma de jeu classique.

Le rôle d'un quarterback est de diriger l'attaque et de transmettre les jeux des entraîneurs, le plus souvent par le coordinateur offensif. Il se place généralement directement derrière le centre, l'un des joueurs de ligne offensive. C'est donc au quarterback que le centre remet le ballon au début de chaque séquence de jeu, après avoir reçu le jeu à exécuter par les entraîneurs. Les joueurs de son équipe doivent le protéger d'un plaquage le temps qu'il envoie la balle ou la donne à un coureur, ou même qu'il n'entame lui-même une course. Il est en position idéale pour gagner des gains courts à la course en utilisant le QB Sneak.
S'il se fait plaquer en possession du le ballon derrière la ligne de mêlée, il subit alors sack. Il doit également éviter de se faire intercepter le ballon par l'équipe adverse ou d'être plaqué dans sa end zone, auquel cas l'équipe subirait un safety qui rapporterait deux points à l'adversaire et lui rendrait la possession. Du fait de sa position, le QB est la cible principale de la défense adverse.
Il s'apparente à un demi d'ouverture au rugby à XV, il doit avoir une bonne vision du jeu, un excellent leadership, ainsi qu'un calme et un sang-froid à toute épreuve. La pression est en effet sur ses épaules. Étant le joueur le plus en vue sur le terrain, il assume aux yeux du public la responsabilité du résultat de l'équipe. C'est ainsi que les quarts-arrières victorieux deviennent de véritables stars. À l'inverse, sa carrière peut vite se trouver obstruée si son équipe ne gagne pas ou s'il évolue au sein d'une équipe ayant une qualité médiocre au niveau des receveurs et/ou de la ligne offensive.
Il existe une méthode permettant d'évaluer la performance à la passe du quarterback ; il s'agit de l'évaluation du quarterback appelée passer rating en anglais,.
Le quarterback n'est pas le seul joueur autorisé à faire une passe en avant. Tous les joueurs peuvent le faire, sauf le centre et les autres joueurs de la ligne offensive, tant qu'ils ne franchissent pas la ligne de mêlée.
Il existe plusieurs types de quarterbacks : ceux de la « vieille école », souvent grands et peu mobiles, au jeu presque exclusivement fondé sur la passe (ex : Peyton Manning, Tom Brady) ; ceux de la « nouvelle génération », plus petits et plus mobiles, ayant un jeu lui aussi basé sur la passe mais étant capables de bouger sur leur ligne voire de courir (ex : Aaron Rodgers, Ben Roethlisberger, Brett Favre) ; ceux qui courent, possédant une grande rapidité et des talents de running back, utilisant autant la passe que la course pour déstabiliser les défenses comme Michael Vick, Colin Kaepernick, Russell Wilson ou encore Cam Newton.

## Qualités
Le poste de quarterback jouit d'une grande diversité de gabarits et de styles de jeu. Autrefois, le quarterback était surtout grand et peu mobile avec cependant un bras puissant et précis. C'est encore le type de quarterback dominant au sein de la NFL. Ce type de joueur, dont les illustrations étaient Peyton Manning ou Tom Brady : ils mesurent environ 1,95 m pour un peu moins de 100 kg. Ces vingt dernières années, la ligue américaine, relayée encore plus largement par la ligue canadienne de football, s'est néanmoins ouverte à un autre type de quarterback plus petit et plus mobile dont les meilleurs exemples étaient Steve Young, John Elway, Randall Cunningham, Drew Brees, ou encore Donovan McNabb. Ce type de quarterback tourne plutôt autour de 1,85 m pour environ 100 kg. Il se sert aussi plus volontiers de ses jambes pour gagner quelques yards à la course.

## Numérotation
Depuis le 5 avril 1973, la National Football League a défini une numérotation spécifique pour chaque position dans sa ligue. Le numéro des quarterbacks doit être compris entre 1 et 19.

## Quarterbacksemblématiques
Chaque génération de la National Football League voit apparaître des quarterbacks vedettes. 
Dans les années 1940, Sammy Baugh est le meilleur quarterback de sa génération. 
Après Bart Starr, vainqueur des Super Bowls I et II, Joe Namath devient une célébrité au-delà du football américain et utilise ses performances sportives pour être une icône de New York. Johnny Unitas prend le relais et contribue à faire du football américain le sport préféré des Américains. 
Au début des années 1970, Roger Staubach devient Captain Comeback aux Cowboys de Dallas. La domination des Steelers de Pittsburgh propulse Terry Bradshaw, The Blonde Bomber, dans les lumières médiatiques. Les autres joueurs emblématiques du poste de cette décennie sont Dan Fouts, Fran Tarkenton ou encore Bob Griese. 
Avec ses jeans et son attaque spectaculaire de la côte Ouest, Joe Montana remporte quatre Super Bowls et est tendance. Le jeu de passe s'impose encore plus, poussé par Montana ou encore Dan Marino. Après Joe Montana, Steve Young prend la relève aux 49ers de San Francisco. 
Dans les années 1990, les quarterbacks emblématiques sont Troy Aikman, triple vainqueur du Super Bowl, John Elway, double vainqueur ou encore Brett Favre, qui domine le championnat. 
Au début des années 2000, Kurt Warner est le quarterback référence avant que l'entrée et la rivalité de Peyton Manning et Tom Brady fassent du poste l'un des plus scrutés du sport. À ces quarterbacks au style classique s'opposent des quarterbacks à double-menace capable de courir comme Michael Vick ou Cam Newton.

## Étymologie canadienne
Le terme canadien quart-arrière remonte à 1955, une combinaison de quart et arrière, et une traduction de l'anglais quarter-back. Il peut être abrégé en quart.

### Citations originales
1. ↑  (en) « A scrimmage takes place when the holder of the ball puts it on the ground before him and puts it in play while on-side either by kicking the ball or by snapping it back with his foot. The man who first receives the ball from the snap-back shall be called the quarter-back and shall not rush forward with the ball under penalty of foul ».